# Diputació Provincial de Ciudad Real
La Diputació Provincial de Ciudad Real és una institució pública governamental que presta serveis directes als ciutadans i dona suport tècnic, econòmic i tecnològic als ajuntaments dels municipis de la província de Ciudad Real, en la Comunitat Autònoma de Castella-la Manxa, Espanya. A més, coordina alguns serveis municipals i organitza serveis de caràcter supramunicipal. Té la seu central en el Palau Provincial de la ciutat de Ciudad Real. Integren la Diputació Provincial, com a òrgans de Govern d'aquesta, el president, els vicepresidents, la Junta de Govern i el Ple. El seu actual president és José Manuel Caballero.

## Presidents de la Diputació
| Període   | Nom del President                         | Partit |
| --------- | ----------------------------------------- | ------ |
| 1977-1983 | Miguel Sánchez Maroto                     | AP     |
| 1983-1987 | Francisco Javier Martín del Burgo Simarro | PSOE   |
| 1987-1995 | Francisco Ureña Prieto                    | PSOE   |
| 1991-1995 | Luis Jesús Garrido Garrancho              | PP     |
| 1999-2015 | Nemesio de Lara Guerrero                  | PSOE   |
| 2015-...  | José Manuel Caballero Serrano             | PSOE   |

## Seu
La diputació alberga les seves dependències principals en el Palau de la Diputació, immoble declarat bé d'interès cultural en 1993.
Un dels serveis més importants dins de la Diputació, per la rellevància que té dins de l'economia dels diferents municipis que conformen la província de Ciudad Real, és el Servei de Gestió Tributària, Inspecció i Recaptació, estant situades les seves oficines centrals al conegut edifici que albergava antany "la Casa Bressol" de Ciudad Real.

## Projectes
Entre altres projectes, destaca el llançament en 2017 de 'Mapes de Memòria', una iniciativa per localitzar l'enterrament de víctimes de la Guerra Civil, en col·laboració amb "Centre d'Estudis de Memòria i Drets Humans" de la UNED.

## Galeria

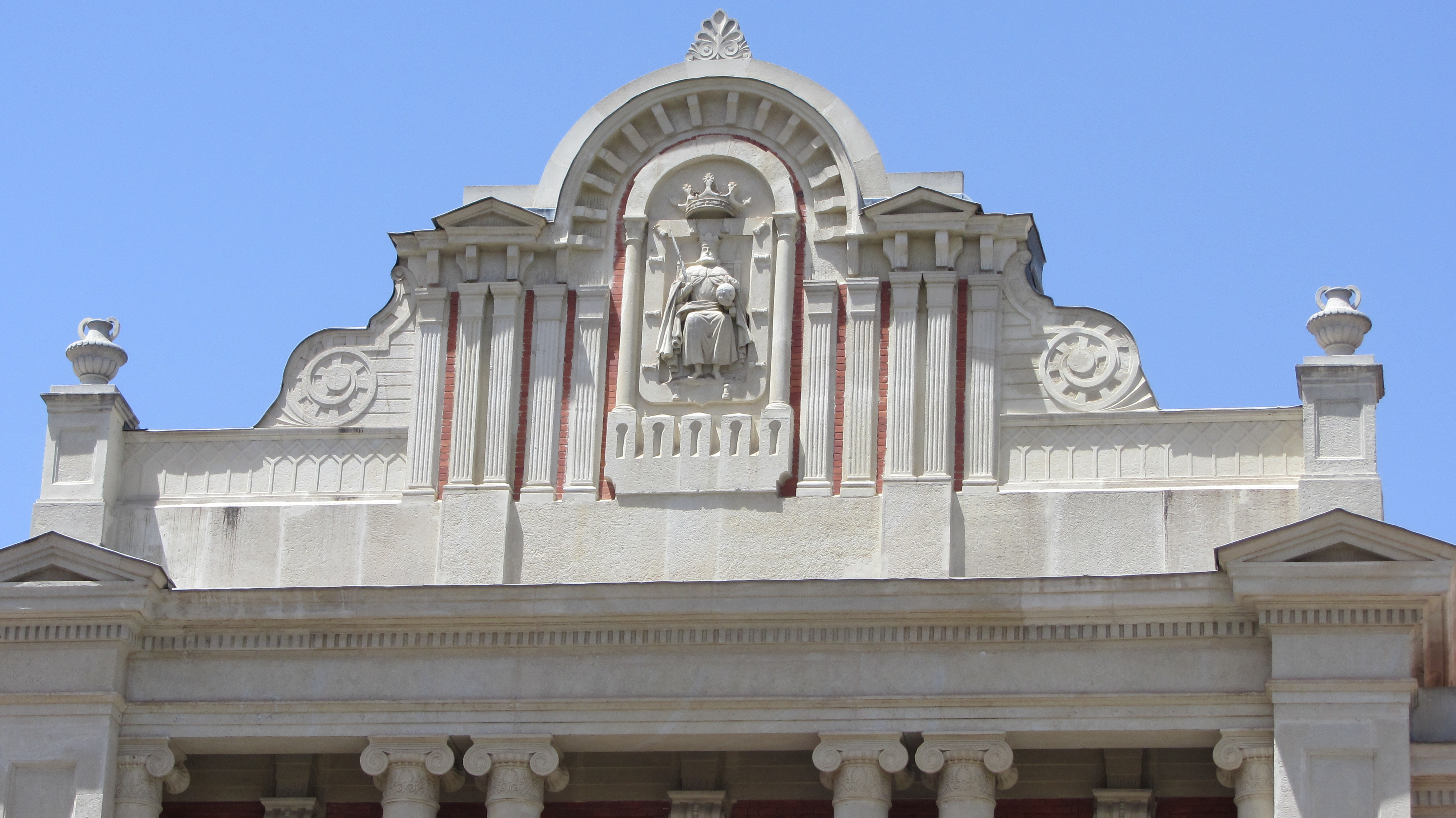
Cornisa.
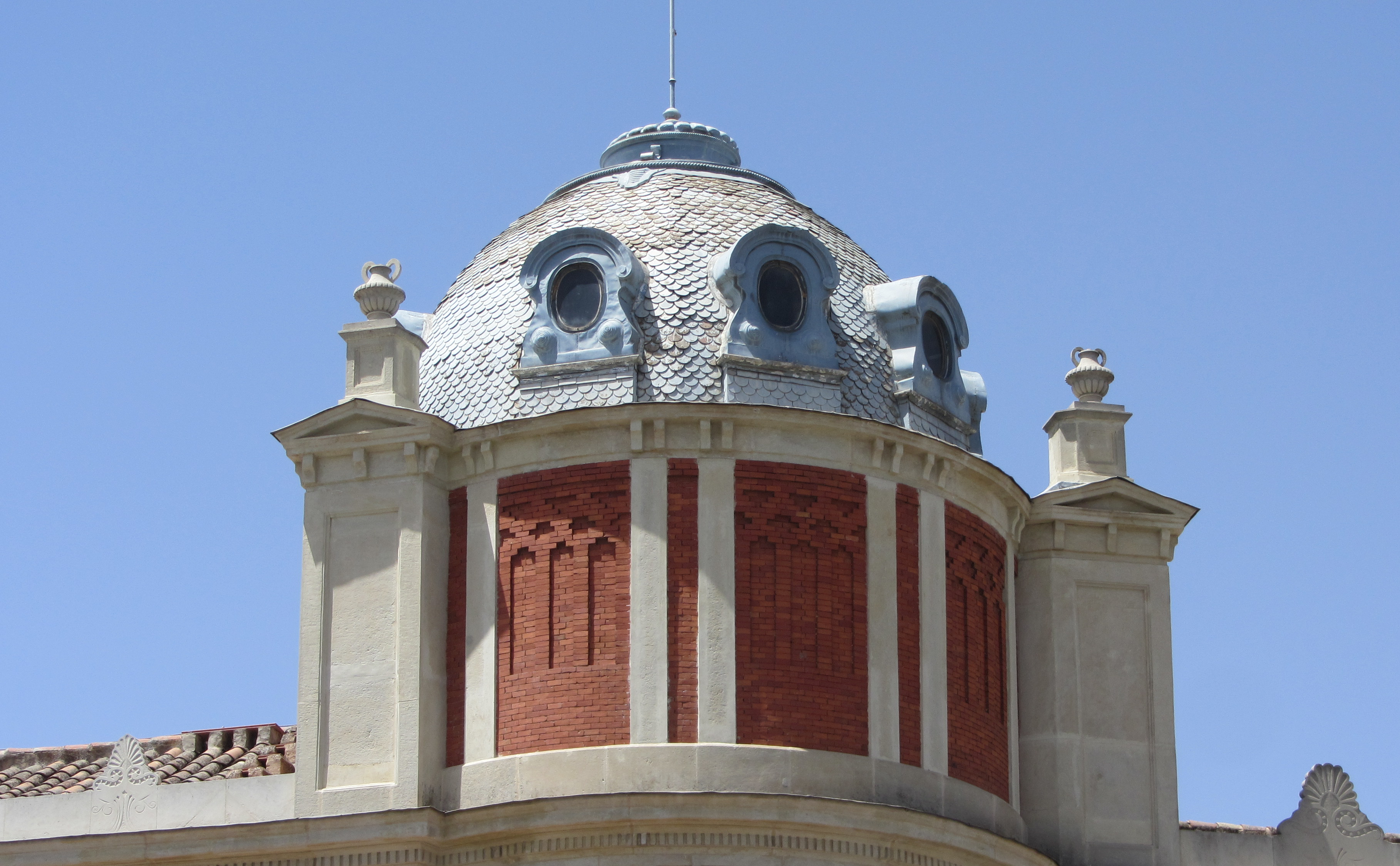
Cúpula.